# Vineuil (Loir-et-Cher)
Pour les articles homonymes, voir Vineuil.
Vineuil (prononcé : [vinœj] ) est une commune française située dans le département du Loir-et-Cher, en région Centre-Val de Loire. Ses habitants s'appellent les Vinoliens et Vinoliennes. Située dans l'agglomération blésoise, elle est la quatrième commune du département après Blois, Vendôme et Romorantin-Lanthenay.

## Géographie

### Localisation et communes limitrophes
La commune de Vineuil se trouve dans la vallée de la Loire, au centre du département de Loir-et-Cher, dans la petite région agricole des Vallée et Coteaux de la Loire,. À vol d'oiseau, elle se situe à 3,8 km au sud-est de Blois, préfecture du département et est le chef-lieu du canton de Vineuil dont dépend la commune depuis 2015. La commune fait en outre partie du bassin de vie de Blois.
Les communes les plus proches sont :
Saint-Gervais-la-Forêt (2 km), Blois (3,8 km), La Chaussée-Saint-Victor (3,8 km), Saint-Denis-sur-Loire (4,9 km), Saint-Claude-de-Diray (4,9 km), Huisseau-sur-Cosson (5,8 km), Cellettes (6,1 km), Villebarou (6,1 km) et Mont-près-Chambord (6,2 km).

### Géologie, topographie et hydrographie
La commune s'étire depuis la Loire, qui constitue la limite nord, jusqu'à la forêt domaniale de Russy. Le Cosson traverse la commune d'est en ouest, avant de suivre un tracé parallèle à la Loire (jusqu'au Beuvron, qu'il rejoint à Candé-sur-Beuvron).
L'altitude varie de 68 mètres à 100 mètres. La partie basse, dans le lit majeur de la Loire, présente un paysage assez plat, autour de 70 m, limité par des coteaux. Le val du Cosson offre également une variation du relief, avec des petits coteaux de part et d'autre.

### Voies de communication et transports

#### Infrastructures ferroviaires
Vineuil n'est aujourd'hui pas reliée au réseau ferré national.
La gare de référence pour les Vinoliens est la gare de Blois–Chambord, à Blois.

#### Infrastructures routières
La commune est desservie par :
- dans son axe Nord-Sud : la voie rapide de Blois (ou D 956) ; et,
- dans son axe Est-Ouest: la route de Chambord (ou D 33) longeant le Cosson entre Blois et Chambord.

#### Transports en commun

##### Réseau Azalys
La commune est desservie principalement par Azalys, le nom commercial du réseau de transports de Blois et d'Agglopolys, exploité par la société Keolis Blois.
La commune est traversée du Nord au Sud par la ligne E reliant le bourg de Vineuil et le centre commercial Renaissance depuis Saint-Gervais-la-Forêt à la gare de Blois–Chambord. La ligne A dessert le centre commercial Renaissance depuis Blois-Vienne et le centre-ville de Blois ; le dimanche cette ligne est rallongée desservant également le centre de la commune au lieu de la ligne E.
En période scolaire, elle est complétée par les lignes péri-urbaines L16 et L17, reliant la partie est de la commune vers le Pôle d'échanges scolaires. Elle est également desservie par des lignes scolaires (de S40 à S44), desservant le Collège Marcel Carné situé dans la commune. Ces lignes étant destinées en priorité aux écoliers et étudiants, elles ne sont donc assurées que le matin et le soir en semaine et en période scolaire.

##### Réseau Rémi
La commune n'est pas seulement desservie par le réseau Azalys, mais aussi par des lignes du Réseau de mobilité interurbaine, complétant l'offre de transports.

#### Circulations douces
Un des itinéraires de la Loire à Vélo traverse le territoire communal en direction du château de Chambord en suivant le cours du Cosson par la route de Chambord. Un second itinéraire suit la rive gauche de la Loire, au nord de la commune, permettant de rejoindre Saint-Dyé-sur-Loire. Ces deux trajets sont reliés à Blois (par le quartier Vienne ainsi que le pont Charles-de-Gaulle) et sont agrémentés de pistes cyclables.

### Hydrographie
La commune est drainée par la Loire (2,916 km), le Cosson (4,586 km) et par deux petits cours d'eau, constituant un réseau hydrographique de 13,72 km de longueur totale.
Le cours de la Loire s'insère dans une large vallée qu'elle a façonnée peu à peu depuis des milliers d'années. Elle traverse d'est en ouest le département de Loir-et-Cher depuis Saint-Laurent-Nouan jusqu'à Veuzain-sur-Loire, avec un cours large et lent. La Loire présente des fluctuations saisonnières de débit assez marquées.
Le Cosson traverse la commune du nord-est vers le sud-ouest. D'une longueur totale de 96,4 km, il prend sa source dans la commune de Vannes-sur-Cosson (45) et se jette dans le Beuvron à Candé-sur-Beuvron, après avoir traversé 18 communes.
Sur le plan piscicole, ces cours d'eau sont classés en deuxième catégorie, où le peuplement piscicole dominant est constitué de poissons blancs (cyprinidés) et de carnassiers (brochet, sandre et perche).

### Climat
Pour des articles plus généraux, voir Climat du Centre-Val de Loire et Climat de Loir-et-Cher.
En 2010, le climat de la commune est de type climat océanique dégradé des plaines du Centre et du Nord, selon une étude du CNRS s'appuyant sur une série de données couvrant la période 1971-2000. En 2020, Météo-France publie une typologie des climats de la France métropolitaine dans laquelle la commune est exposée à un climat océanique altéré et est dans la région climatique Moyenne vallée de la Loire, caractérisée par une bonne insolation (1 850 h/an) et un été peu pluvieux.
Pour la période 1971-2000, la température annuelle moyenne est de 11,1 °C, avec une amplitude thermique annuelle de 15 °C. Le cumul annuel moyen de précipitations est de 653 mm, avec 10,9 jours de précipitations en janvier et 7 jours en juillet. Pour la période 1991-2020, la température moyenne annuelle observée sur la station météorologique de Météo-France la plus proche, sur la commune de Cheverny à 11 km à vol d'oiseau, est de 11,8 °C et le cumul annuel moyen de précipitations est de 675,8 mm,.

### Milieux naturels et biodiversité

#### Sites Natura 2000
Le réseau Natura 2000 est un réseau écologique européen de sites naturels d'intérêt écologique élaboré à partir des Directives « Habitats » et « Oiseaux ». Ce réseau est constitué de Zones spéciales de conservation (ZSC) et de Zones de protection spéciale (ZPS). Dans les zones de ce réseau, les États membres s'engagent à maintenir dans un état de conservation favorable les types d'habitats et d'espèces concernés, par le biais de mesures réglementaires, administratives ou contractuelles. L'objectif est de promouvoir une gestion adaptée des habitats tout en tenant compte des exigences économiques, sociales et culturelles, ainsi que des particularités régionales et locales de chaque État membre. Les activités humaines ne sont pas interdites, dès lors que celles-ci ne remettent pas en cause significativement l'état de conservation favorable des habitats et des espèces concernés. Des parties du territoire communal sont incluses dans les sites Natura 2000 suivants :
- la « Vallée de la Loire de Mosnes à Tavers », d'une superficie de 2 278 ha, un des sites ligériens les plus remarquables par son originalité, avec des milieux naturels incontournables tels que les habitats d'eaux courantes et stagnantes accueillant de nombreux poissons et autres animaux de l'Annexe II (Castor), les pelouses et prairies de grèves et zones inondables et les forêts alluviales[17] ;
- le « Vallée de la Loire du Loir-et-Cher », d'une superficie de 2 398 ha[18].

#### Zones naturelles d'intérêt écologique, faunistique et floristique
L'inventaire des zones naturelles d'intérêt écologique, faunistique et floristique (ZNIEFF) a pour objectif de réaliser une couverture des zones les plus intéressantes sur le plan écologique, essentiellement dans la perspective d'améliorer la connaissance du patrimoine naturel national et de fournir aux différents décideurs un outil d'aide à la prise en compte de l'environnement dans l'aménagement du territoire. Le territoire communal de Vineuil comprend deux ZNIEFF :
- la « Forêt de Russy » (3 471,25 ha)[20] ;
- la « Loire Blésoise » (2 380,68 ha)[21].

## Urbanisme

### Typologie
Au 1er janvier 2024, Vineuil est catégorisée ceinture urbaine, selon la nouvelle grille communale de densité à sept niveaux définie par l'Insee en 2022.
Elle appartient à l'unité urbaine de Blois, une agglomération intra-départementale regroupant sept  communes, dont elle est une commune de la banlieue,,. Par ailleurs la commune fait partie de l'aire d'attraction de Blois, dont elle est une commune de la couronne,. Cette aire, qui regroupe 78 communes, est catégorisée dans les aires de 50 000 à moins de 200 000 habitants,.

### Occupation des sols
L'occupation des sols est marquée par l'importance des espaces agricoles et naturels (96,8 %). La répartition détaillée ressortant de la base de données européenne d'occupation biophysique des sols Corine Land Cover millésimée 2012 est la suivante :
terres arables (11,6 %),
cultures permanentes (0,6 %),
zones agricoles hétérogènes (15,4 %),
prairies (3,5 %),
forêts (65,2 %),
milieux à végétation arbustive ou herbacée (0,7 %),
zones urbanisées (1 %),
espaces verts artificialisés non agricoles (0,5 %),
zones industrielles et commerciales et réseaux de communication (1,7 %),
eaux continentales (0,5 %).

### Planification
La loi SRU du 13 décembre 2000 a incité fortement les communes à se regrouper au sein d'un établissement public, pour déterminer les partis d'aménagement de l'espace au sein d'un SCoT, un document essentiel d'orientation stratégique des politiques publiques à une grande échelle. La commune est dans le territoire du SCOT du Blésois, approuvé en 2006 et révisé en juillet 2016.
En matière de planification, la commune disposait en 2017 d'un plan local d'urbanisme en révision.

### Habitat et logement
Le tableau ci-dessous présente la typologie des logements à Vineuil en 2016 en comparaison avec celle du Loir-et-Cher et de la France entière. Une caractéristique marquante du parc de logements est ainsi une proportion de résidences secondaires et logements occasionnels (13,4 %) inférieure à celle du département (18 %) mais supérieure à celle de la France entière (9,6 %). Concernant le statut d'occupation de ces logements, 90,1 % des habitants de la commune sont propriétaires de leur logement (87,9 % en 2011), contre 68,1 % pour le Loir-et-Cher et 57,6 pour la France entière.
|                                                         | Vineuil | Loir-et-Cher | France entière |
| ------------------------------------------------------- | ------- | ------------ | -------------- |
| Résidences principales (en %)                           | 83,8    | 74,5         | 82,3           |
| Résidences secondaires et logements occasionnels (en %) | 13,4    | 18           | 9,6            |
| Logements vacants (en %)                                | 2,8     | 7,5          | 8,1            |

### Risques majeurs
Le territoire communal de Vineuil est vulnérable à différents aléas naturels : inondations (par débordement de la Loire ou du Cosson), climatiques (hiver exceptionnel ou canicule), feux de forêts, mouvements de terrains ou sismique (sismicité très faible).
Il est également exposé à deux risques technologiques : le risque nucléaire et le transport de matières dangereuses,.

#### Risques naturels

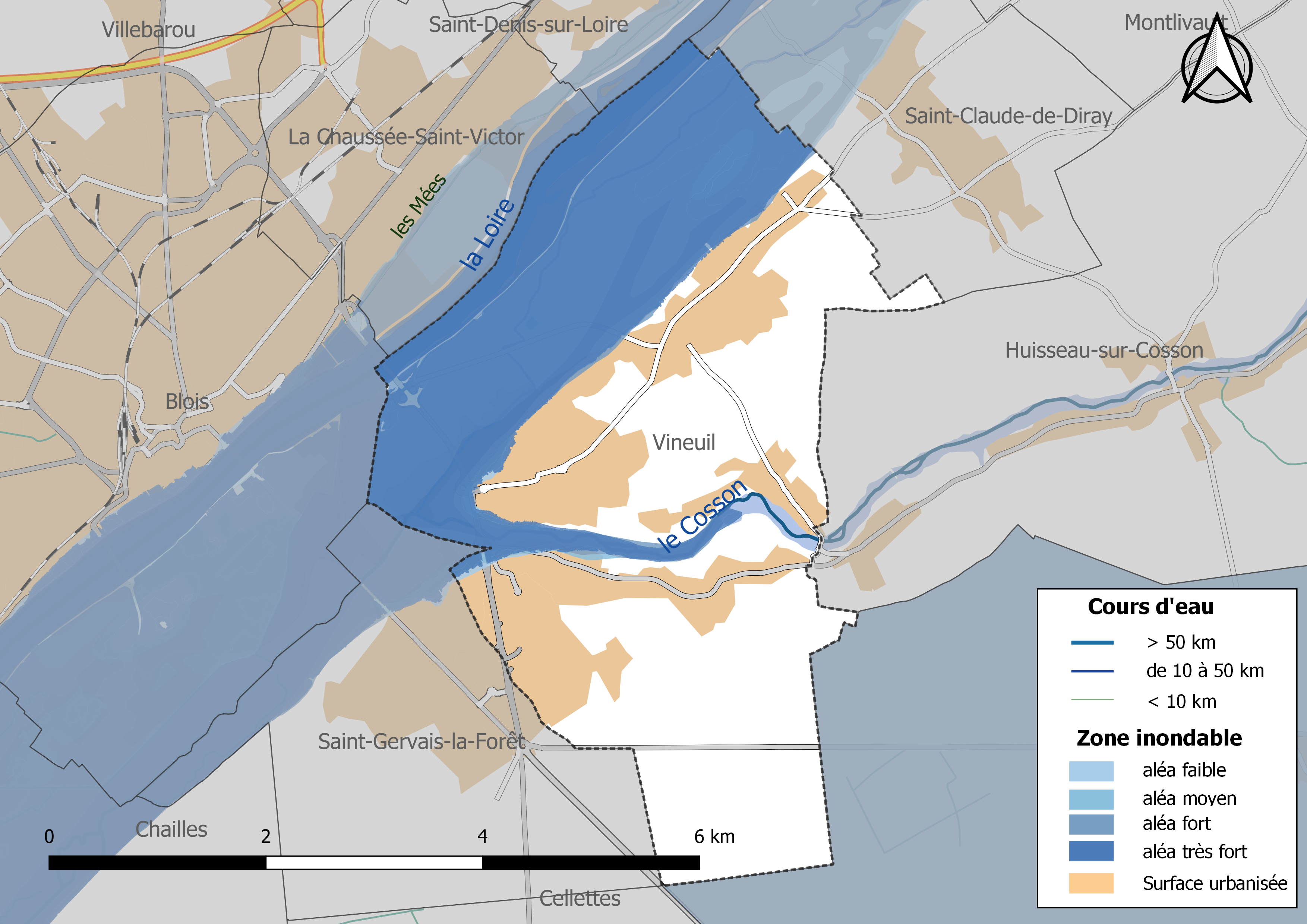
Zones inondables de la commune de Vineuil.

Les mouvements de terrains susceptibles de se produire sur la commune sont liés au retrait-gonflement des argiles. Le phénomène de retrait-gonflement des argiles est la conséquence d'un changement d'humidité des sols argileux. Les argiles sont capables de fixer l'eau disponible mais aussi de la perdre en se rétractant en cas de sécheresse. Ce phénomène peut provoquer des dégâts très importants sur les constructions (fissures, déformations des ouvertures) pouvant rendre inhabitables certains locaux. La carte de zonage de cet aléa peut être consultée sur le site de l'observatoire national des risques naturels Georisques.
Un atlas des zones inondables du Cosson est établi en février 2006. Les crues historiques du Cosson sont celles de 1856, 1937 et 1977. Le débit de la crue de référence varie ainsi entre 70 et 80 m3/s selon les sections.

#### Risques technologiques
La totalité du territoire de la commune peut être concernée par le risque nucléaire. En cas d'accident grave, certaines installations nucléaires sont susceptibles de rejeter dans l'atmosphère de l'iode radioactif. Or la commune se situe partiellement à l'intérieur du périmètre de 20 km du Plan particulier d'intervention de la centrale nucléaire de Saint-Laurent-des-Eaux. À ce titre les habitants de la commune, comme tous ceux résidant dans le périmètre proche de 20 km de la centrale ont bénéficié, à titre préventif, d'une distribution de comprimés d'iode stable dont l'ingestion avant rejet radioactif permet de pallier les effets sur la thyroïde d'une exposition à de l'iode radioactif. En cas d'incident ou d'accident nucléaire, des consignes de confinement ou d'évacuation peuvent être données et les habitants peuvent être amenés à ingérer, sur ordre du préfet, les comprimés en leur possession,.
Le risque de transport de marchandises dangereuses sur la commune est lié à sa traversée par une route à fort trafic et une canalisation de transport de gaz. Un accident se produisant sur de telles infrastructures est en effet susceptible d'avoir des effets graves au bâti ou aux personnes jusqu'à 350 m, selon la nature du matériau transporté. Des dispositions d'urbanisme peuvent être préconisées en conséquence.

## Toponymie
Le nom de la commune dérive du latin vinea (« vignoble ») combiné du suffixe gaulois ialo (« clairière, défrichement, champ »)[réf. souhaitée].

## Histoire

### Moyen Âge et Ancien Régime
Sous l'Ancien Régime, la seigneurie de Vineuil appartient à la famille Ardier puis à la famille de Fieubet qui en hérite.

### Révolution française et Empire

#### Nouvelle organisation territoriale
Le décret de l'Assemblée nationale du 12 novembre 1789 décrète qu'« il y aura une municipalité dans chaque ville, bourg, paroisse ou communauté de campagne », mais ce n'est qu'avec le décret de la Convention nationale du 10 brumaire an II (31 octobre 1793) que la paroisse de Vineuil devient formellement « commune de Vineuil »,.
En 1790, dans le cadre de la création des départements, la municipalité est rattachée au canton de Cellettes, au district de Blois, et au département du Loir-et-Cher.
Les cantons sont supprimés en tant que découpage administratif par une loi du 26 juin 1793, et ne conservent qu'un rôle électoral, permettant l'élection des électeurs du second degré chargés de désigner les députés,. La Constitution du 5 fructidor an III, appliquée à partir de vendémiaire an IV (1795) supprime les districts, considérés comme des rouages administratifs liés à la Terreur, mais maintient les cantons qui acquièrent dès lors plus d'importance en retrouvant une fonction administrative.
Enfin, sous le Consulat, un redécoupage territorial visant à réduire le nombre de justices de paix ramène le nombre de cantons en Loir-et-Cher de 33 à 24. Vineuil est alors rattachée au canton de Blois-Est et à l'arrondissement de Blois par arrêté du 5 vendémiaire an X (26 septembre 1801),,. Cette organisation va rester inchangée pendant près de 150 ans.

### Époque récente

#### Vineuil pendant la Seconde Guerre mondiale
Entre le 29 janvier 1939 et le 8 février, plus de 3 100 réfugiés espagnols fuyant l'effondrement de la république espagnole devant Franco, arrivent dans le Loir-et-Cher. Devant l'insuffisance des structures d'accueil (les haras de Selles-sur-Cher sont notamment utilisés), 47 villages sont mis à contribution, dont Vineuil. Les réfugiés, essentiellement des femmes et des enfants, sont soumis à une quarantaine stricte, vaccinés, le courrier est limité, le ravitaillement, s'il est peu varié et cuisiné à la française, est cependant assuré. Au printemps et à l'été, les réfugiés sont regroupés à Bois-Brûlé (commune de Boisseau).

## Politique et administration

### Découpage territorial
La commune de Vineuil est membre de la Communauté d'agglomération de Blois « Agglopolys », un établissement public de coopération intercommunale (EPCI) à fiscalité propre créé le 1er janvier 2012.
Elle est rattachée sur le plan administratif à l'arrondissement de Blois, au département de Loir-et-Cher et à la région Centre-Val de Loire, en tant que circonscriptions administratives. Sur le plan électoral, elle est rattachée au canton de Vineuil depuis 2015 pour l'élection des conseillers départementaux et à la première circonscription de Loir-et-Cher pour les élections législatives.

### Politique et administration municipale

#### Conseil municipal et maire
Le conseil municipal de Vineuil, commune de plus de 1 000 habitants, est élu au scrutin proportionnel plurinominal avec prime majoritaire. Compte tenu de la population communale, le nombre de sièges au conseil municipal est de 29. Le maire, à la fois agent de l'État et exécutif de la commune en tant que collectivité territoriale, est élu par le conseil municipal au scrutin secret lors de la première réunion du conseil suivant les élections municipales, pour un mandat de six ans, c'est-à-dire pour la durée du mandat du conseil.
| Période   | Période   | Identité          | Étiquette | Qualité                                                   |
| --------- | --------- | ----------------- | --------- | --------------------------------------------------------- |
| 1956      | mai 1998  | Robert Moreau     | DVD       | Cadre Conseiller général (1985-2001)                      |
| mai 1998  | mars 2008 | Jean-Luc Portevin | DVD       | Chef d'entreprise Conseiller général (2001-2009)          |
| mars 2008 | mars 2014 | Christian Mary    | PS        | Ancien commissaire à l'aménagement du château de Chambord |
| mars 2014 | En cours  | François Fromet,  | DVG       | Ancien cadre                                              |

### Tendances politiques et résultats
Les personnalités exerçant une fonction élective dont le mandat est en cours et en lien direct avec le territoire de la commune de Vineuil sont les suivantes :
| Élection        | Territoire          | Titre                         | Nom                   | Début de mandat  | Fin de mandat |
| --------------- | ------------------- | ----------------------------- | --------------------- | ---------------- | ------------- |
| Municipales     | Vineuil             | Maire                         | François Fromet       | mars 2014        | 2026          |
| Cantonales      | Vineuil             | Conseiller départemental      | Michel Contour        | 2021             | 2028          |
| Cantonales      | Vineuil             | Conseillère départementale    | Lionella Gallard      | 2021             | 2028          |
| Législatives    | 1re circonscription | Députée                       | Mathilde Desjonquères | juin 2022        | 2027          |
| Régionales      | Centre-Val de Loire | Président du conseil régional | François Bonneau      | 7 septembre 2007 | 2028          |
| Présidentielles | France              | Président de la République    | Emmanuel Macron       | 14 mai 2017      | 2027          |

## Population et société

### Démographie

#### Évolution démographique
L'évolution du nombre d'habitants est connue à travers les recensements de la population effectués dans la commune depuis 1793. Pour les communes de moins de 10 000 habitants, une enquête de recensement portant sur toute la population est réalisée tous les cinq ans, les populations de référence des années intermédiaires étant quant à elles estimées par interpolation ou extrapolation. Pour la commune, le premier recensement exhaustif entrant dans le cadre du nouveau dispositif a été réalisé en 2006.

En 2022, la commune comptait 8 050 habitants, en évolution de +3,09 % par rapport à 2016 (Loir-et-Cher : −1,15 %, France hors Mayotte : +2,11 %).
| 1793  | 1800  | 1806  | 1821  | 1831  | 1836  | 1841  | 1846  | 1851  |
| ----- | ----- | ----- | ----- | ----- | ----- | ----- | ----- | ----- |
| 1 853 | 2 000 | 1 991 | 2 083 | 2 055 | 2 039 | 2 138 | 2 215 | 2 188 |

| 1856  | 1861  | 1866  | 1872  | 1876  | 1881  | 1886  | 1891  | 1896  |
| ----- | ----- | ----- | ----- | ----- | ----- | ----- | ----- | ----- |
| 2 138 | 2 067 | 2 060 | 1 911 | 1 841 | 1 930 | 1 845 | 1 830 | 1 866 |

| 1901  | 1906  | 1911  | 1921  | 1926  | 1931  | 1936  | 1946  | 1954  |
| ----- | ----- | ----- | ----- | ----- | ----- | ----- | ----- | ----- |
| 1 852 | 1 944 | 1 896 | 1 821 | 1 769 | 1 758 | 1 810 | 1 958 | 2 097 |

| 1962  | 1968  | 1975  | 1982  | 1990  | 1999  | 2006  | 2011  | 2016  |
| ----- | ----- | ----- | ----- | ----- | ----- | ----- | ----- | ----- |
| 2 659 | 3 466 | 4 393 | 5 263 | 6 253 | 6 651 | 6 945 | 7 214 | 7 809 |

| 2021  | 2022  | - | - | - | - | - | - | - |
| ----- | ----- | - | - | - | - | - | - | - |
| 8 067 | 8 050 | - | - | - | - | - | - | - |

#### Pyramide des âges
En 2018, le taux de personnes d'un âge inférieur à 30 ans s'élève à 31,7 %, soit au-dessus de la moyenne départementale (31,3 %). À l'inverse, le taux de personnes d'âge supérieur à 60 ans est de 30,3 % la même année, alors qu'il est de 31,6 % au niveau départemental.
En 2018, la commune comptait 3 739 hommes pour 4 106 femmes, soit un taux de 52,34 % de femmes, légèrement supérieur au taux départemental (51,45 %).
Les pyramides des âges de la commune et du département s'établissent comme suit.
| Hommes | Classe d’âge | Femmes |
| ------ | ------------ | ------ |
| 0,9    | 90 ou +      | 2,6    |
| 9,2    | 75-89 ans    | 10,9   |
| 19,0   | 60-74 ans    | 18,1   |
| 21,2   | 45-59 ans    | 21,6   |
| 16,6   | 30-44 ans    | 16,5   |
| 14,1   | 15-29 ans    | 14,2   |
| 19,1   | 0-14 ans     | 16,1   |

| Hommes | Classe d’âge | Femmes |
| ------ | ------------ | ------ |
| 1,1    | 90 ou +      | 2,6    |
| 9,2    | 75-89 ans    | 11,9   |
| 19,7   | 60-74 ans    | 20,4   |
| 20,7   | 45-59 ans    | 20     |
| 16,5   | 30-44 ans    | 16,2   |
| 15,2   | 15-29 ans    | 13,2   |
| 17,6   | 0-14 ans     | 15,7   |

## Économie

### Secteurs d'activité
Le tableau ci-dessous détaille le nombre d'entreprises implantées à Vineuil selon leur secteur d'activité et le nombre de leurs salariés :
|                                                              | total | % com (% dep) | 0 salarié | 1 à 9 salarié(s) | 10 à 19 salariés | 20 à 49 salariés | 50 salariés ou plus |
| ------------------------------------------------------------ | ----- | ------------- | --------- | ---------------- | ---------------- | ---------------- | ------------------- |
| Ensemble                                                     | 567   | 100,0 (100)   | 343       | 173              | 28               | 16               | 7                   |
| Agriculture, sylviculture et pêche                           | 13    | 2,3 (11,8)    | 9         | 4                | 0                | 0                | 0                   |
| Industrie                                                    | 34    | 6,0 (6,5)     | 21        | 9                | 1                | 2                | 1                   |
| Construction                                                 | 42    | 7,4 (10,3)    | 20        | 16               | 4                | 2                | 0                   |
| Commerce, transports, services divers                        | 395   | 69,7 (57,9)   | 236       | 132              | 18               | 7                | 2                   |
| dont commerce et réparation automobile                       | 169   | 29,8 (17,5)   | 78        | 73               | 14               | 3                | 1                   |
| Administration publique, enseignement, santé, action sociale | 83    | 14,6 (13,5)   | 57        | 12               | 5                | 5                | 4                   |
| Champ : ensemble des activités.                              |       |               |           |                  |                  |                  |                     |

Le secteur du commerce, transports et services divers est prépondérant sur la commune (395 entreprises sur 567).
Sur les 567 entreprises implantées à Vineuil en 2016, 343 ne font appel à aucun salarié, 173 comptent 1 à 9 salariés, 28 emploient entre 10 et 19 personnes.16 emploient entre 20 et 49 personnes.

### Agriculture
En 2010, l'orientation technico-économique de l'agriculture sur la commune est la polyculture et le polyélevage. Le département a perdu près d'un quart de ses exploitations en 10 ans, entre 2000 et 2010 (c'est le département de la région Centre-Val de Loire qui en compte le moins). Cette tendance se retrouve également au niveau de la commune où le nombre d'exploitations est passé de 58 en 1988 à 26 en 2000 puis à 16 en 2010. Parallèlement, la taille de ces exploitations augmente, passant de 17 ha en 1988 à 53 ha en 2010.
Le tableau ci-dessous présente les principales caractéristiques des exploitations agricoles de Vineuil, observées sur une période de 22 ans :
|                                      | 1988                 | 2000                 | 2010                 |
| Dimension économique                 | Dimension économique | Dimension économique | Dimension économique |
| ------------------------------------ | -------------------- | -------------------- | -------------------- |
| Nombre d'exploitations (u)           | 58                   | 26                   | 16                   |
| Travail (UTA)                        | 83                   | 24                   | 29                   |
| Surface agricole utilisée (ha)       | 971                  | 825                  | 853                  |
| Cultures                             |                      |                      |                      |
| Terres labourables (ha)              | 755                  | 710                  | 727                  |
| Céréales (ha)                        | 509                  | 357                  | 389                  |
| dont blé tendre (ha)                 | 194                  | 189                  | 131                  |
| dont maïs-grain et maïs-semence (ha) | 121                  | 90                   | 43                   |
| Tournesol (ha)                       | 160                  | 129                  | 24                   |
| Colza et navette (ha)                | s                    | 60                   | s                    |
| Élevage                              |                      |                      |                      |
| Cheptel (UGBTA)                      | 61                   | 11                   | 21                   |

#### Produits labellisés

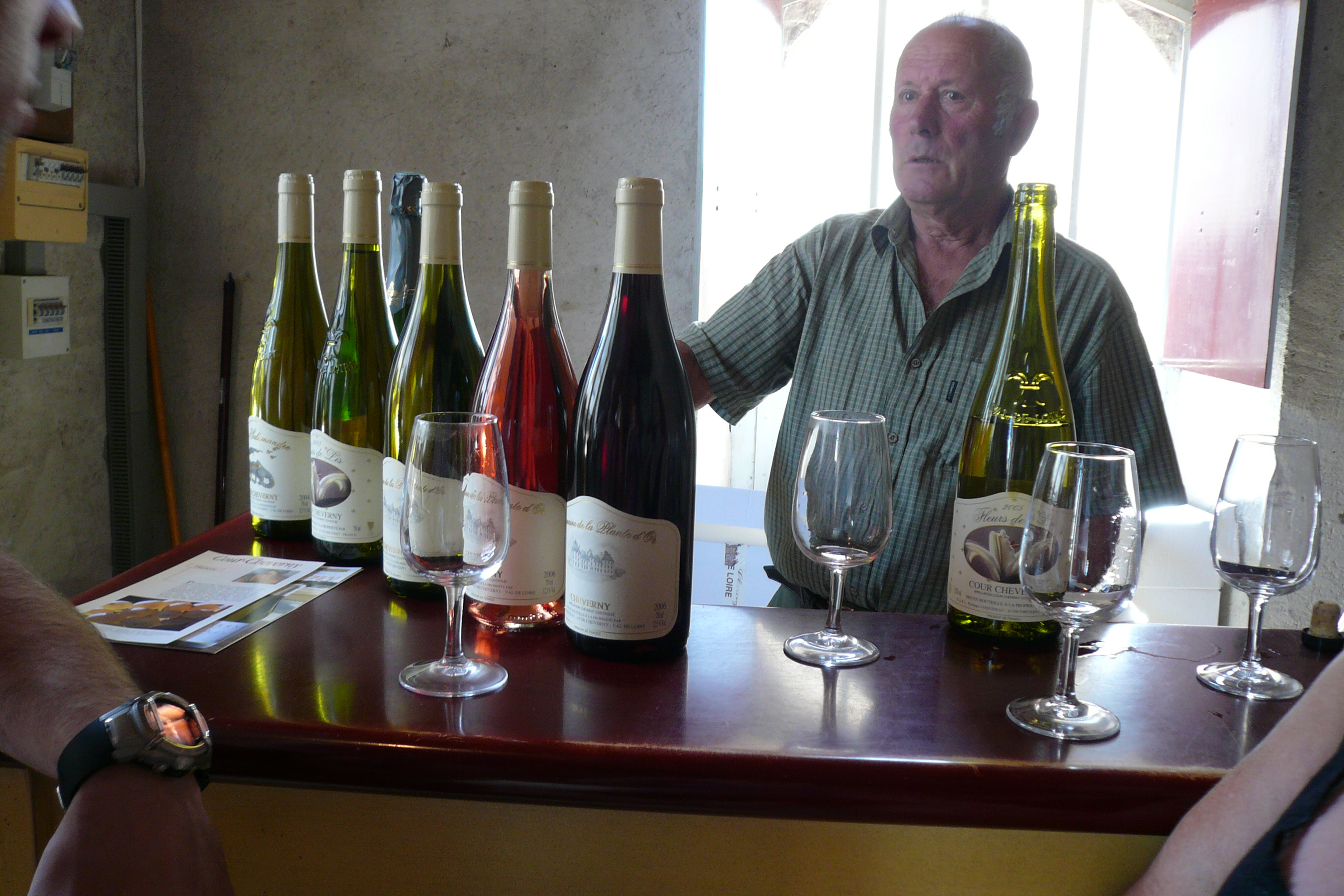
Gamme de vins de Cheverny.

La commune de Vineuil est située dans l'aire de l'appellation d'origine protégée (AOP)  de trois produits : trois vins (le Cheverny, le Cour-cheverny et le crémant-de-loire).
Le territoire de la commune est également intégré aux aires de productions de divers produits bénéficiant d'une indication géographique protégée (IGP) : le vin Val-de-loire et les volailles de l’Orléanais,.

## Culture locale et patrimoine

### Voies
| 194 odonymes recensés à Vineuil au 30 mars 2014             | 194 odonymes recensés à Vineuil au 30 mars 2014 | 194 odonymes recensés à Vineuil au 30 mars 2014 | 194 odonymes recensés à Vineuil au 30 mars 2014 | 194 odonymes recensés à Vineuil au 30 mars 2014 | 194 odonymes recensés à Vineuil au 30 mars 2014 | 194 odonymes recensés à Vineuil au 30 mars 2014 | 194 odonymes recensés à Vineuil au 30 mars 2014 | 194 odonymes recensés à Vineuil au 30 mars 2014 | 194 odonymes recensés à Vineuil au 30 mars 2014 | 194 odonymes recensés à Vineuil au 30 mars 2014 | 194 odonymes recensés à Vineuil au 30 mars 2014 | 194 odonymes recensés à Vineuil au 30 mars 2014 | 194 odonymes recensés à Vineuil au 30 mars 2014 | 194 odonymes recensés à Vineuil au 30 mars 2014 | 194 odonymes recensés à Vineuil au 30 mars 2014 | 194 odonymes recensés à Vineuil au 30 mars 2014 | 194 odonymes recensés à Vineuil au 30 mars 2014 | 194 odonymes recensés à Vineuil au 30 mars 2014 |
| Allée                                                       | Ave.                                            | Bld                                             | Carr.                                           | Chemin                                          | Cité                                            | Clos                                            | Imp.                                            | Pass.                                           | Place                                           | Pont                                            | Promenade                                       | Route                                           | Rue                                             | Ruelle                                          | Sentier                                         | Square                                          | Autres                                          | Total                                           |
| ----------------------------------------------------------- | ----------------------------------------------- | ----------------------------------------------- | ----------------------------------------------- | ----------------------------------------------- | ----------------------------------------------- | ----------------------------------------------- | ----------------------------------------------- | ----------------------------------------------- | ----------------------------------------------- | ----------------------------------------------- | ----------------------------------------------- | ----------------------------------------------- | ----------------------------------------------- | ----------------------------------------------- | ----------------------------------------------- | ----------------------------------------------- | ----------------------------------------------- | ----------------------------------------------- |
| 10                                                          | 5                                               | 0                                               | 0                                               | 20                                              | 0                                               | 1                                               | 6                                               | 0                                               | 7                                               | 1                                               | 2                                               | 4                                               | 122                                             | 1                                               | 1                                               | 0                                               | 14                                              | 194                                             |
| Notes « N »                                                 | Notes « N »                                     | 1. 2. 3. 4. 5. 6. 7. 8. 9. 10.                  | 1. 2. 3. 4. 5. 6. 7. 8. 9. 10.                  | 1. 2. 3. 4. 5. 6. 7. 8. 9. 10.                  | 1. 2. 3. 4. 5. 6. 7. 8. 9. 10.                  | 1. 2. 3. 4. 5. 6. 7. 8. 9. 10.                  | 1. 2. 3. 4. 5. 6. 7. 8. 9. 10.                  | 1. 2. 3. 4. 5. 6. 7. 8. 9. 10.                  | 1. 2. 3. 4. 5. 6. 7. 8. 9. 10.                  | 1. 2. 3. 4. 5. 6. 7. 8. 9. 10.                  | 1. 2. 3. 4. 5. 6. 7. 8. 9. 10.                  | 1. 2. 3. 4. 5. 6. 7. 8. 9. 10.                  | 1. 2. 3. 4. 5. 6. 7. 8. 9. 10.                  | 1. 2. 3. 4. 5. 6. 7. 8. 9. 10.                  | 1. 2. 3. 4. 5. 6. 7. 8. 9. 10.                  | 1. 2. 3. 4. 5. 6. 7. 8. 9. 10.                  | 1. 2. 3. 4. 5. 6. 7. 8. 9. 10.                  | 1. 2. 3. 4. 5. 6. 7. 8. 9. 10.                  |
| Sources : rue-ville.info & perche-gouet.net & OpenStreetMap |                                                 |                                                 |                                                 |                                                 |                                                 |                                                 |                                                 |                                                 |                                                 |                                                 |                                                 |                                                 |                                                 |                                                 |                                                 |                                                 |                                                 |                                                 |

### Lieux et monuments

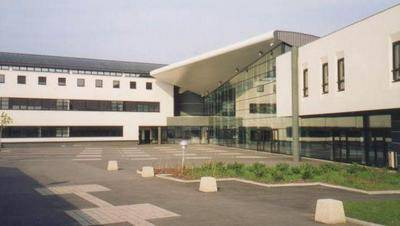
Le collège Marcel-Carné.

- Pont Saint-Michel  et ponts chartrains (ou chastrés).
- Collège Marcel-Carné.
- École et Collège Notre-Dame de Vineuil.
- Groupe Scolaire les Girards.
- École des Noëls
- Val de Blois.

### Patrimoine agricole et naturel
- Une ZAP (zone agricole protégée) de 443 ha a été créée dans les années 2010, avec une volonté de maintenir des plateaux agricoles actuellement valorisés en grandes cultures et en maraîchage, dans la partie est de la commune. Elle fait partie des 5 premières ZAP de la Région Centre.
- Vignoble de Cheverny (AOC).

### Héraldique
|  | Les armoiries de Vineuil se blasonnent ainsi : De sinople à la fasce abaissée d'or, à la botte d'asperges d'argent liée de sable brochant sur le tout. |

## Personnalités liées à la commune
- Paul Ardier (1563-1638), seigneur de Vineuil, père des deux suivants.
- Louis Ardier, seigneur de Vineuil, fils du précédent et frère du suivant, évoqué par Bussy-Rabutin dans son Histoire amoureuse des Gaules.
- Paul II Ardier (1595-1671), frère du précédent, seigneur de Vineuil.
- Gaspard III de Fieubet (1627-1694), seigneur de Vineuil, gendre du précédent.
- Paul de Fieubet (1664-1718), seigneur de Vineuil, neveu du précédent.
- Gustave William Lemaire (1848-1928), photographe.
- Jean-Marie Pardessus (1772-1853), juriste, professeur à la faculté de droit de Paris, maire de Blois et député de Loir-et-Cher, mort à Vineuil.
- Mesmin Florent Bernier (1809-1892), homme politique français, né à Vineuil[74].
- Jacques Daget, ichtyologue, né au hameau des Noëls le 30 juin 1919.